# Animàlcul
Animàlcul ("animal petit" o microscòpic, del llatí animal del sufix diminutiu -culum) és un terme antic per a referir-se als animals microscòpics i als protozous. Entre els animàlculs més coneguts se'n destaquen:
- Rotífers, anomenats animàlculs roda
- Paramecium, anomenats animàlculs pantufla
- Stentor, anomenats animàlculs trompeta
- Vorticella, i altres perítrics, anomenats animàlculs campana
- Actinofírids, i altres heliozous, anomenats animàlculs sol
- Amoeba, anomenats animàlculs pròteus

El terme fou també utilitzat per Anton van Leeuwenhoek, un preformacionista del segle xvii descobridor dels microorganismes, per a descriure els espermatozous.